# Tumiany
Tumiany (niem. Daumen) – osada w Polsce położona w województwie warmińsko-mazurskim, w powiecie olsztyńskim, w gminie Barczewo. W latach 1975–1998 miejscowość administracyjnie należała do województwa olsztyńskiego. 
Miejscowość ma charakter turystyczny. Znajduje się tu kemping, domki letniskowe i ośrodek wypoczynkowo-szkoleniowy. Wieś położona jest nad jeziorami: Tumieńskie i Pisz. Przez okoliczne rzeki i jeziora przebiegają szlaki kajakowe.

## Odkrycia archeologiczne

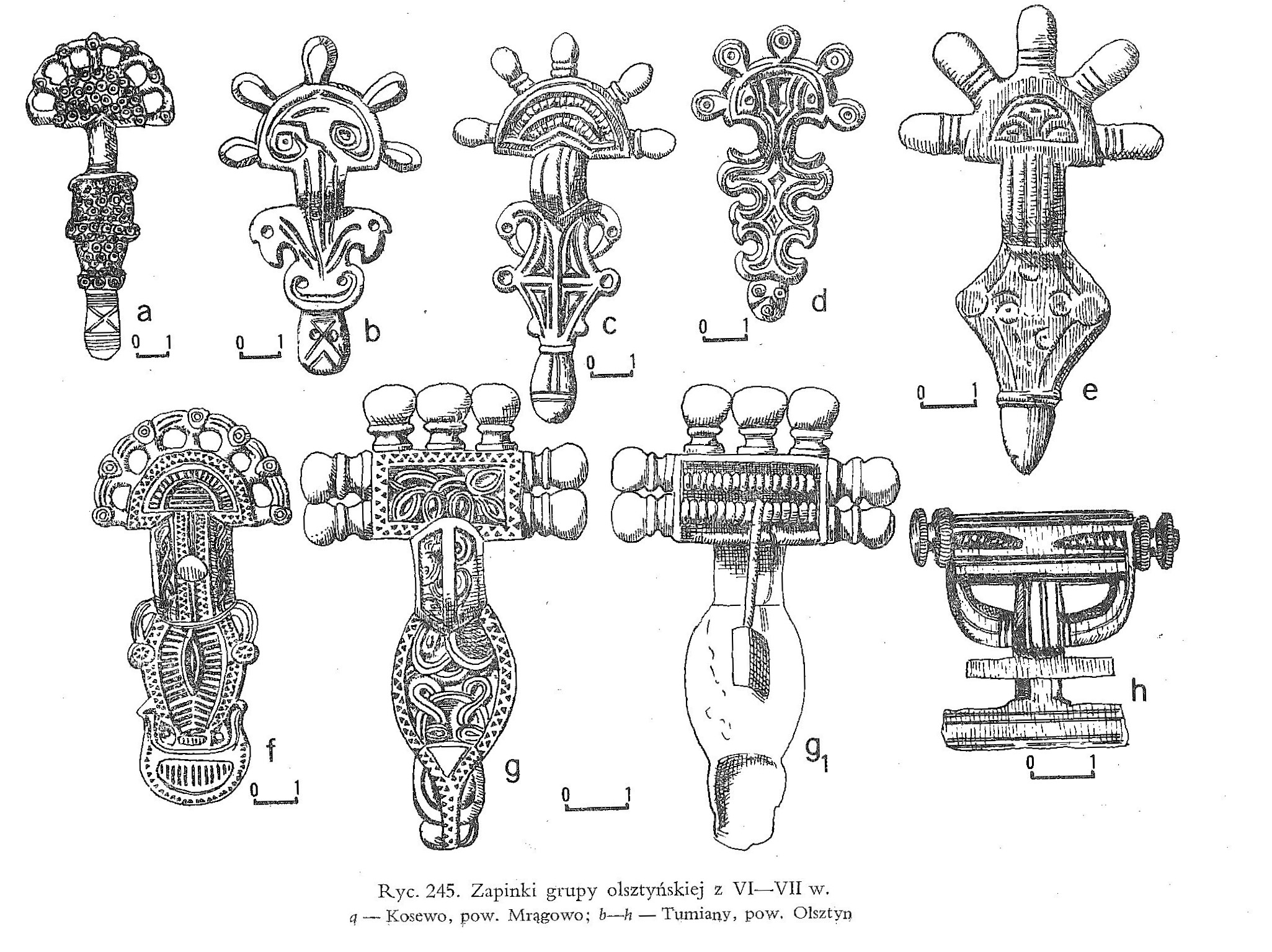
Zapinki ze stanowisk kultury grupy olsztyńskiej z Kosewa i Tumian (VI-VII w.)

W Tumianach odkryto bogate stanowisko archeologiczne należące do kultury tzw. grupy olsztyńskiej datowanej na V-VII wiek, które odznaczało się silnymi wpływami germańskimi.